# Aliança do Tocantins
Aliança do Tocantins é um município brasileiro do estado do Tocantins, região Norte do Brasil. Localiza-se a uma latitude 11º18'22" sul e a uma longitude 48º56'09" oeste, estando a uma altitude de 333 metros, na região geográfica intermediária de Gurupi e na região imediata de Gurupi. A distância até a capital, Palmas, é de 181 km.
A população do município é de 5 147 pessoas, segundo o Censo de 2022, com estimativa de 5 222 habitantes em 2024, e registra um PIB de R$ 616 571,342 mil.
O atual prefeito é Elves Moreira Guimarães, do partido Republicanos.

## História
A história de Aliança do Tocantins remonta ao ano de 1960, quando agricultores e criadores iniciaram a construção de moradias durante a construção da rodovia BR-153, formando um pequeno povoamento que passou a ser chamado de Aliança do Norte, homenageando a cidade de Aliança, existente no estado de Pernambuco.
O povoado foi elevado à condição de distrito em 1962, com o nome de São José do Norte. Em 1963, voltou a ser chamado de Aliança do Norte.
O município foi criado em 10 de janeiro de 1988 pela Lei Estadual n.º 10.439, mantendo o mesmo nome, e instalado em 1º de janeiro de 1989. Após a criação do estado do Tocantins, em 1989, foi renomeado para o seu atual nome, Aliança do Tocantins.

## Infraestrutura

### Rodovias

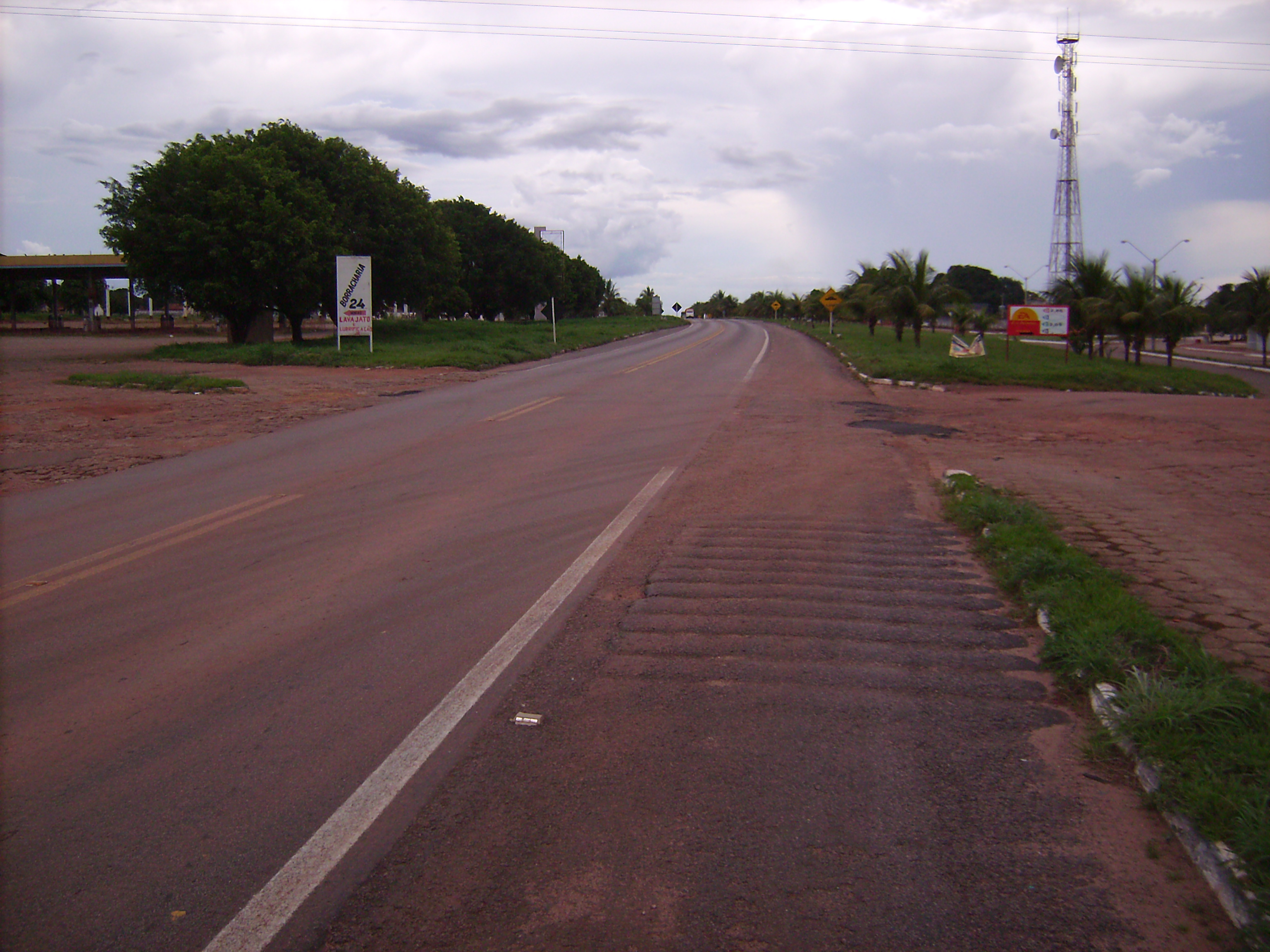
A rodovia BR-153 em Aliança do Tocantins.

O município de Aliança do Tocantins é um dos principais entroncamentos rodoviários do Tocantins, sendo o ponto de encontro entre a BR-153 e a TO-070, que são duas das mais importantes rodovias do estado.